# Friedrich Sorge
Friedrich Sorge (Bethau, ma Annaburg része, 1828. november 9. – Hoboken, New Jersey, 1906. október 26.) német szerző és író. 19 éves korában csatlakozott az 1848-as németországi forradalmakhoz, azonban hamar fogságba került, így Svájcba kellett szöknie. Visszatért, de a következő évben ismét Svájcba menekült. Németországban időközben halálra ítélték, 1851-ben Belgiumba, majd 1852-ben Londonba menekült. Ugyanebben az évben tovább is ment Amerikába, ahol élete hátralevő részében élt.